# Nate Ruess
Nathaniel Joseph Ruess, meglio noto come Nate Ruess (Iowa City, 26 febbraio 1982), è un cantautore statunitense.
Ruess è stato il cantante dei The Format e il frontman della band Fun.

## Biografia
È il più giovane di due figli, sua sorella Libbie è di un anno più grande.
Nel 1986, la sua famiglia si trasferì (e vi permase sino a tutta la sua infanzia) in una fattoria a Glendale in Arizona, a causa di ripetuti attacchi di polmonite avuti da Nate. A questo avvenimento allude la canzone "The Gambler", estratta da Aim and Ignite, l'album di debutto dei Fun.
Ha frequentato la Scuola di Deer Valley High e si diploma nel 2000. Lo zio John Ruess, che recitava a Broadway, gli ha trasmesso la passione per la musica e il canto. Al tempo del liceo è entrato in gruppi punk ("Nevergonnascore" e "This Past Year") e dopo il diploma ha deciso di continuare la carriera da musicista, invece di andare al college. Con i Nevergonnascore ha pubblicato un EP, The Byron Session e si è esibito al teatro di Mesa, nello stato dell'Arizona.
Nate non ha mai frequentato lezioni di canto o imparato a suonare uno strumento, ed è stato spesso accusato di essere privo di talento per poter avere una carriera da professionista. In un'intervista ha detto "non ho mai preso lezioni, perciò ho deciso che l'unico modo che avevo d'imparare a cantare era quello di andare in macchina con qualsiasi tipo di musica e carpire tutte le note". Per potersi mantenere mentre perseguiva le sue ambizioni musicali e cercava di formarsi come cantante, Nate ha lavorato presso uno studio legale.
Nel 2001, all'età di 19 anni, ha fondato la band The Format con l'amico Sam Means. Questo è stato il suo primo tentativo di divenire un musicista professionista.
Nel 2008 Nate Ruess ha congedato il progetto The Format e, insieme a Jack Antonoff e Andrew Dost, fonda il gruppo di rock alternativo Fun. Nella sua breve carriera il gruppo vince, tra gli altri premi, due Grammy Awards.
Dal 2014 Nate intraprende la carriera di solista; il 24 febbraio 2015 è uscito il suo primo singolo "Nothing Without Love".

## La carriera

### 2001-2008: The Format
Nel 2001 costituisce con Sam Means il gruppo The Format e viene pubblicata una demo, dal titolo EP, che ha generato un certo interesse ed ha portato la band a firmare un contratto con Elektra Records nel 2002. Il 21 ottobre 2003 The Format pubblicano il loro primo album in studio, Interventions + Lullabies.
I The Format pubblicano il loro secondo LP, Snails, con la casa discografica Atlantic Records nel mese di aprile 2005. Tuttavia, mentre la band sta lavorando sul suo secondo album, Dog Problems, viene allontanata dalla Atlantic Records. I The Format creano, dunque, una loro etichetta, Vanity, e pubblicano l'album l'11 luglio 2006.
Il 4 febbraio 2008, Ruess annuncia attraverso il blog della band che i The Format non avrebbero pubblicato un altro album.
"Abbiamo appena deciso che non faremo un altro album dei Format. Vi preghiamo di comprendere questa è stata una decisione difficile e siamo entrambi sconvolti. Mentre accettiamo ci saranno false ipotesi sul perché, dovete capire che io e Sam rimaniamo estremamente vicini e in effetti ci stiamo ancora passando il cofanetto de I segreti di Twin Peaks nel tentativo di capire chi davvero ha ucciso Laura Palmer. Vogliamo anche ringraziare tutti i The Format, soprattutto Mike, Don, e Marko, senza i quali tutto questo non sarebbe mai nemmeno stato pienamente realizzato. Entrambi speriamo che voi sosteniate i loro talenti musicali, qualsiasi cosa decidano di fare. Infine vogliamo ringraziare i fan che hanno fatto di questi cinque anni i migliori della nostra vita."

### Dal 2008: Fun
Subito dopo la scissione dei The Format, Ruess contatta Jack Antonoff (chitarra e tromba) di Steel Train, e Andrew Dost (seconda voce, piano, chitarra, basso, tastiere, sintetizzatori, tromba, filicorno, glockenspiel, batteria, percussioni) degli Anathallo per formare una nuova band, Fun.. Essi hanno pubblicato il loro primo demo "Benson Hedges" attraverso un articolo di Spin del 20 settembre 2009. Quattro mesi dopo l'uscita del loro primo singolo "At Least I'm Not as Sad (As I Used to Be)" attraverso Myspace il 6 aprile del 2009, i Fun. hanno pubblicato il loro primo album in studio, intitolato Aim and Ignite. Pur avendo ricevuto recensioni generalmente positive, l'album non fu un successo commerciale, arrivando al massimo al 71 posto della Billboard 200.
La band ha fatto da gruppo spalla per i tour di Jack's Mannequin nel 2008 e nel 2010 e Paramore nel 2010. Il 4 agosto 2010, hanno annunciato che avevano firmato un contratto con l'etichetta Fueled by Ramen. Il 17 maggio 2011, la band ha collaborato al singolo dei Panic! at the Disco C'mon. Hanno anche aperto per i Panic! at the Disco durante il loro Vices & Virtues Tour nel 2011
Il loro secondo album, Some Nights, è stato pubblicato il 21 febbraio 2012 prodotto da Jeff Bhasker. Il primo singolo dell'album, We Are Young, realizzato con la cantante Janelle Monáe, è stato pubblicato il 20 settembre, 2011. Una cover della canzone è stata fatta nella serie televisiva Glee nel dicembre 2011 e usata per un annuncio pubblicitario della Chevrolet durante il Super Bowl nel febbraio 2012, è stata usata per un famoso promo della WWE, per l'evento in ppv WrestleMania XXVIII, in occasione del match tra John Cena e The Rock. Ha raggiunto il numero uno della Billboard Hot 100 l'8 marzo 2012. L'album è diventato un grande successo in tutto il mondo, vendendo centinaia di migliaia di copie. La canzone titolo dell'album, Some Nights, ha raggiunto il numero 3 della Billboard Hot 100 e la prima posizione nell'Alternative Songs chart.
Il 10 giugno 2012 hanno suonato al Bonnaroo Music and Arts Festival a Manchester, nel Tennessee, alla presenza di oltre 80 000 persone. 
Il 9 luglio 2012 hanno suonato al festival musicale scozzese T in the Park in Balado, Regno Unito. 
Il 4 agosto 2012, i Fun. hanno suonato a Chicago, Illinois, al Lollapalooza.
Il 3 novembre 2012 i Fun. hanno eseguito Carry On e Some Nights al Saturday Night Live a New York.
Il 10 febbraio 2013 Nate, e il resto della band, hanno vinto un Grammy per la loro canzone We Are Young. Ricevendo il Grammy, Nate ha commentato: "Non so cosa stavo pensando scrivendo il ritornello di questa canzone. Se questo è in HD, tutti possono vedere le nostre facce e non siamo molto giovani. Abbiamo fatto questo per 12 anni e ho appena avuto modo di dire che non avremmo potuto farlo senza l'aiuto di tutti i fans che ci hanno tenuto a galla per gli ultimi 12 anni ". I Fun. hanno inoltre vinto il Grammy per "Best New Artist".
Nate ha anche collaborato alla traccia Only Love del secondo album da solista di Anthony Green Beautiful Things
Ha anche co-scritto Die Young, il primo singolo dal secondo album di Ke$ha, Warrior.

### 2013: duetto con P!nk e collaborazione con Eminem
Nel 2013 duetta con Pink in Just Give Me a Reason, il terzo singolo estratto dal suo nuovo CD The Truth About Love. che, già prima della pubblicazione come singolo, avvenuta il 5 febbraio 2013, debuttò all'interno di alcune classifiche. La canzone è nata come una semplice sessione di songwriting con P!nk, dopo che ha deciso che la canzone necessitava di una controparte maschile. La canzone è arrivata in cima alla Billboard Hot 100 ed è il suo primo singolo numero uno come artista solista e secondo in assoluto. 
Scrive la canzone Goodness Gracious di Ellie Goulding, duetta con Eminem nel nuovo album del rapper The Marshall Mathers LP 2 nella canzone Headlights, cantando il ritornello, la parte iniziale e finale della canzone. Inoltre, viene chiamato all'I Heart Radio Festival per cantare Somebody to Love con la sua band Fun e i membri restanti dei Queen. 

### 2014–presente: Artista solista
Il 5 febbraio 2015, i Fun. hanno postato una lettera sul loro sito ufficiale per spiegare ai fans la condizione della band. Il gruppo ha scritto che non stava lavorando a nessun album, e che invece, tutti e tre i membri stavano seguendo i propri progetti, compreso Ruess, impegnato nella realizzazione di un album come cantante solista.

Hanno comunque precisato che la band non si stava sciogliendo, bensì era solo in pausa. 
I Fun. sono stati fondati da noi tre in un momento in cui stavamo uscendo dalle nostre band. Una delle cose che è sempre stata così speciale dei Fun. è che esistiamo come tre individui nella musica che si mettono insieme per fare qualcosa di collaborativo. Facciamo cd dei Fun. quando siamo super ispirati a farlo. Al momento Nate sta lavorando sul suo primo album solista, Andrew sta facendo arrangiamenti cinematografici e Jack è in tour e sta lavorando alla musica dei Bleachers. Noi tre abbiamo sempre seguito l'ispirazione ovunque questa ci portasse. A volte questa ispirazione porta a musica per i Fun., a volte porta a attività musicali diverse dai Fun. Vediamo tutto questo come parte dell'ecosistema che rende i Fun., fun.
In un'intervista a Rolling Stones, Ruess ha aggiunto: <<Diventi un pochino egoista riguardo alle canzoni che scrivi, ed è davvero difficile farlo in un gruppo, dove ci sono altre due persone e devi pensare ai sentimenti di tutti gli altri. Sto scrivendo e cantando queste canzoni su me stesso. Quando lavori con i produttori invece che con i compagni di gruppo quella linea diventa molto meno sfocata>>.
Oltre al suo album solista, Ruess è stato invitato a cantare per l'album di Brian Wilson No Pier Pressure. Wilson, che ha cofondato i Beach Boys, ha paragonato la voce di Ruess a quella del suo fratello morto e precedente compagno di band Carl Wilson. Nate Ruess ha anche collaborato all'album di Emile Haynie, We fall, cantando nella canzone Fool me too.
Il primo singolo estratto dal suo album di debutto si chiama ''Nothing Without Love'' pubblicato il 23 febbraio 2015.
Il 23 marzo 2015 ha fatto la prima di molteplici apparizioni come ospite supervisore a The Voice.
Il 6 aprile 2015 Ruess ha annunciato il nome del suo album di debutto Grand Romantic, pubblicato il 16 giugno 2015. Il 27 aprile 2015 e l'11 maggio 2015 Nate ha pubblicato altre due canzoni dell'album: AhHa e Great Big Storm.